# Таниока, Ясудзи
Ясудзи Таниока (яп. 谷岡ヤスジ Таниока Ясудзи, 29 августа 1942 — 14 июня 1999) — мангака, работавший в области абсурдистской и юмористической манги с конца 1960-х годов. Получил популярность в 1970-х годах. Придумал большое количество персонажей, в основном животных в антропоморфной форме. Некоторые находки получили впоследствии широкую известность, например, ханадзибу — кровотечение из носа, которое начинается у персонажей манги от сексуального возбуждения.
В 1983 году получил премию издательства Bungeishunju. Его последней работой стала Nohohon-gotti, выходившая в еженедельном Manga Sunday. Умер от рака в 1999 году.
Аниме Yasuji no Pornorama Yacchimae!! (яп. ヤスジのポルノラマ やっちまえ！！ «Порнорама Ясудзи»), снятое в 1971 году по мотивам его манги, было последней эротический работой, показанной в японских кинотеатрах. С тех пор хентай выпускается в формате OVA — для домашнего просмотра.

## Работы
- Yasuji no mettametagaki doukouza (ヤスジのメッタメタガキ道講座), 1970—1971 в Shonen Magazine
- Agyakyaman (アギャキャーマン), 1973—1988 в Manga Sunday
- Yasuji no dochuuken haji ooyake (ヤスジのド忠犬ハジ公), 1980—1987 в Young Jump
- Berobeman (ベロベーマン), 1973—1986
- Animaru zorozoro (アニマルぞろぞろ), 1970—1971
- Yasuji no donansenchu (ヤスジのドナンセンチュ), 1981—1999